# Death Cult Armageddon
Albums de Dimmu Borgir
World Misanthropy
(2002) Stormblåst MMV
(2005)
Death Cult Armageddon est le sixième album studio du groupe de black metal symphonique norvégien Dimmu Borgir, produit par le label Nuclear Blast et paru en 2003.
Dans cet album, on retrouve deux titres dont les paroles sont en norvégien : Vredesbyrd et Allehelgens Dod I Helveds Rike, alors que le groupe n'avait plus écrit dans sa langue natale depuis son deuxième album Stormblåst, tous les textes des albums sortis entretemps étant écrits intégralement en anglais.
Deux singles ont été extraits de Death Cult Armageddon : Vredesbyrd et Progenies of the Great Apocalypse, dont il existe par ailleurs trois versions, celle de l'album, celle du clip et une troisième version destinée à la diffusion à la radio.

## Thèmes
Le thème dominant de l'album est celui de la fin du monde. Une ambiance apocalyptique est omniprésente tout au long de l'album. La pochette de l'album représente d'ailleurs une image d'une gigantesque hécatombe où des milliers d'ossements humains jonchent le sol.

## Composition
Abbath, du groupe de black metal Immortal, participe en tant que vocaliste invité sur les titres Heavenly Perverse et Progenies of the Great Apocalypse aux côtés de Shagrath et ICS Vortex. Mustis, aux claviers, est très présent sur Progenies Of The Great Apocalypse, qu'il a composé et dont il a entièrement écrit les paroles. Cette chanson a deux versions, l'une avec orchestre et l'autre sans. Death Cult Armageddon est également le dernier album du groupe auquel participe le batteur Nicholas Barker (ex-Cradle of Filth).
La composition du groupe pour cet album est exactement la même que lors de l'enregistrement de leur précédent album, Puritanical Euphoric Misanthropia. Au moment de la sortie de l'album, c'est la première fois dans l'histoire du groupe que deux albums studio consécutifs sont produits sans changement de membres.
Comme Puritanical Euphoric Misanthropia, une partie des titres de Death Cult Armageddon sont enregistrés avec un orchestre symphonique, en l'occurrence l'Orchestre philharmonique de Prague, connu pour ses enregistrements de musiques de films. C'est à ce jour le dernier album pour lequel Dimmu Borgir a travaillé avec un orchestre symphonique : en effet, sur l'album studio suivant, In Sorte Diaboli, le groupe revient à l'utilisation des claviers exclusivement, comme à ses débuts jusqu'à l'album Spiritual Black Dimensions.
Le single Vredesbyrd sort le 14 mai 2004 au label Nuclear Blast. Il dure 4 min 44 s ; une version radio raccourcie de 3 min 44 s est également éditée.

## Ventes
Cet album est symbolique dans la scène black metal car c'est le premier album du genre à dépasser la barre des 100 000 copies vendues aux États-Unis. Il s'agit également du premier album sorti sous le label Nuclear Blast à dépasser cette barre. L'album a débuté 169e au Billboard 200.

## Liste des morceaux
1. Allegiance - 5:50
2. Progenies Of The Great Apocalypse - 5:18
3. Lepers Among Us - 4:45
4. Vredesbyrd - 4:44
5. For The World To Dictate Our Death - 4:46
6. Blood Hunger Doctrine - 4:40
7. Allehelgens Dod I Helveds Riket - 5:37
8. Cataclysm Children - 5:16
9. Eradication Instincts Defined - 7:12
10. Unorthodox Manifesto - 8:50
11. Heavenly Perverse - 6:35
12. Satan My Master (Reprise de Bathory, chanson bonus) - 2:10

## Musiciens
- Shagrath : chant
- Abbath : chant sur Heavenly Perverse et Progenies of the Great Apocalypse
- Silenoz : guitare et chant
- Galder : guitare
- ICS Vortex : basse et chant clair
- Mustis : claviers
- Nicholas Barker : batterie
- Orchestre philharmonique de Prague